# Pelluhue
Pelluhue (del mapudungún: Pelluwe ‘lugar de choros’) es una comuna y ciudad de la región del Maule, en la zona central de Chile, ubicada en la provincia de Cauquenes, Tiene una población de 7.951. 
Padrón electoral comuna de pelluhue es de 7.912 electores
Además de Pelluhue y Curanipe, las otras entidades de población de la comuna son: Chovellén, Cardonal (Bajo Chovellén), Quilicura, El Manzano, El Molino, La Vega, Las Lomas y Peuño. En el extremo sur de la comuna, casi en el límite con la Región de Ñuble, se encuentra la playa de Tregualemu, junto a la cual subsisten dos casonas rurales de estilo colonial, con la clásica configuración de las antiguas casas de fundo chilenas.
Su municipalidad tiene asiento en el poblado de Curanipe. Desde el punto de vista eclesiástico, pertenece a la diócesis de Linares, Chile.

## Etimología
El nombre Pelluhue proviene del mapudungún pellu "choro" y -we "lugar" y significa "lugar de choros".

## Historia

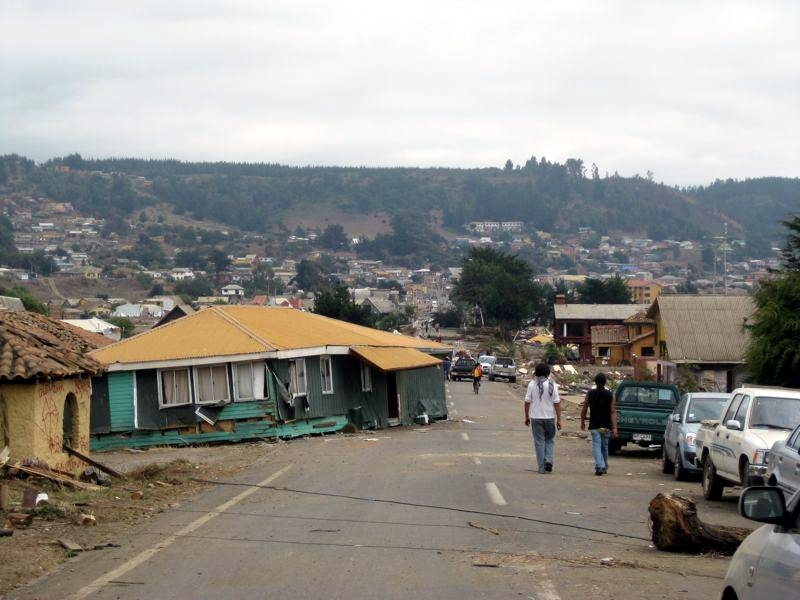
Entrada a Pelluhue tras el maremoto de 2010, con una casa arastrada por las olas.

La costa de la actual provincia de Cauquenes, que incluye a las comunas de Chanco y Pelluhue, presenta 191 sitios arqueológicos que corresponden al periodo arcaico y alfarero. En el caso de los correspondientes al primer periodo mencionado, éstos se distribuyen en cuatro tipos de asentamientos que datan desde al año 5575 A.C. hasta el año 880 D.C. Los restos encontrados en estos campamentos permiten inferir que estos grupos humanos mantenían un modo de subsistencia cazador-recolector-pescador. Por otro lado, en el caso de los asentamientos correspondientes al periodo alfarero, estos asentamientos datan desde el año 976 D.C hasta el año 1770 D.C. Las evidencias permiten conjeturar que estos grupos se dedicaban a un modo de subsistencia recolector-horticultor y que se asentaban en playas, aleros y cuevas de la zona.
Pelluhue ya existía como caleta de pescadores e incipiente balneario costero antes de la creación de la comuna que lleva su nombre. 
Por su parte, Curanipe tenía una muy antigua tradición como puerto menor y balneario marítimo de cierta prosapia, desde mucho tiempo antes de pasar a ser cabecera de la comuna de Pelluhue. 
Ambos poblados fueron parte, primeramente, de la comuna de Curanipe entre 1891 y 1928, y luego de la comuna de Chanco hasta 1979. La comuna de Pelluhue fue oficialmente creada el 26 de octubre de 1979, al separarse de Chanco y agregársele el distrito de Tregualemu, previamente parte de la comuna de Cauquenes.

### Terremoto de 2010
La comuna fue uno de los sectores más afectados por el terremoto y maremoto del 27 de febrero de 2010. La ola afectó de manera importante las principales localidades, además de arrasar parcialmente con poblados como Mariscadero, del cual desaparecieron casi el 70% de sus inmuebles. Se han registrado, hasta el 9 de marzo, 8 víctimas fatales en la comuna.

## Medio ambiente

### Clima

Diagrama Walter Lieth para la localidad de Pelluhue, ubicada en la costa del océano Pacífico a una latitud de 36°S.

Los diagramas Walter Lieth muestran con un área azul los periodos en que las precipitaciones sobrepasan la cantidad de agua que el calor del sol evapora en el mismo lapso de tiempo, (un promedio de 10 °C mensuales evaporan 20 mm de agua caída) dejando un clima húmedo. Por el contrario, las zonas amarillas indican que durante ese tiempo el agua caída puede ser evaporada por el calor del sol. El área gris señala meses muy húmedos.

### Geomorfología y componentes abióticos

Trazado simplificado de los ecosistemas y cuerpos de agua presentes en la comuna de Pelluhue.

La comuna de Pelluhue se encuentra emplazada en las unidades geomorfológicas de Cuencas graníticas marginales, Planicie marina o fluviomarina y Cordillera de la costa; y presenta según la clasificación climática de Köppen clima mediterráneo de lluvia invernal (Csb) y clima mediterráneo de lluvia invernal e influencia costera (Csb (i)). Esta además se halla entre las cuencas hidrográficas de Costeras entre límite de la región y el río Itata, Costeras del río Maule y el límite regional y río Maule. Además, la comuna posee diversos cuerpos de agua, entre los que se destacan el río Cayurranquil, río Chovellen, río Curanilahue, río Curanipe y río El Manzano.

### Componentes bióticos
Dentro del territorio de la comuna se pueden hallar los siguientes ecosistemas:
- Bosque caducifolio mediterráneo costero donde predominan Nothofagus glauca y Azara petiolaris (En peligro crítico)
- Bosque caducifolio mediterráneo costero donde predominan Nothofagus glauca y Persea lingue (En peligro crítico)
- Bosque esclerófilo mediterráneo costero donde predominan Lithrea caustica y Azara integrifolia (En peligro crítico)

### Medidas de protección ambiental y conflictos socioambientales
Hasta 2022, la comuna de Pelluhue cuenta con las siguientes zonas que poseen algún nivel de protección ambiental:
- AAVC Bosque Maulino Con Queules Y Pitaos De Ralbún - Copiulemu (Iniciativa de Conservación Privada)[14]
- Arcos de Calán (Sitios Ley 19.300)[15]
- Desembocadura del Río Rahue (Sitios ERB)[16]
- Desembocadura Río Chovellén (Sitios ERB)[17]
- Reserva Nacional Los Queules (Reserva Nacional)[18]
- Reserva Nacional Los Ruiles (Reserva Nacional)[19]
- Santuario de la Naturaleza Arcos de Calán (Santuario de la Naturaleza)[20]
- Tregualemu (Sitios Ley 19.300)[21]
- Tregualemu, Ramadill y Río Petorca (Sitios ERB)[22]

## Demografía

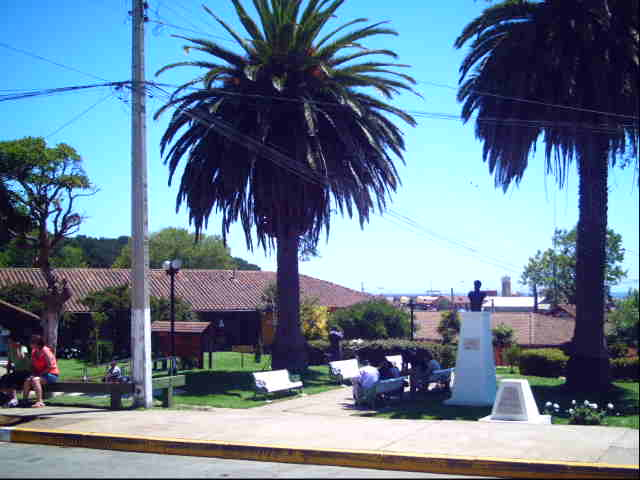
Plaza de Curanipe, capital comunal

La comuna de Pelluhue abarca una superficie de 371,4 km² y tiene una población de 6414 habitantes (INE 2002), correspondientes a un 0,64 % de la población total de la región. La densidad es de 17,27 hab/km². Del total de la población, 3006 son mujeres (46,9 %) y 3408 son hombres (53,1 %). Un 39,6% (2.537 habitantes) corresponde a población rural, y un 60,4% (3.877 habitantes) corresponde a población urbana.
A pesar de que Curanipe alberga tanto la sede municipal como la sede parroquial (Santo Toribio), es Pelluhue la mayor entidad poblada comunal, en la actualidad, siguiéndola Curanipe.

### Localidades
De acuerdo al Censo de Población y de Vivienda del año 2017, la comuna de Pelluhue cuenta con dos pueblos, una aldea y 11 caseríos. A continuación se indican sus nombres junto con su número de habitantes en orden descendente:
Pueblos
- Pelluhue (2.824 habitantes)
- Curanipe (1.156 habitantes)

Aldeas
- Chovellén (600 habitantes)

Caseríos
- Peuño (205 habitantes)
- Quinta Chile (160 habitantes)
- Quilicura Norte (131 habitantes)
- Peuño Norte (108 habitantes)
- Quilicura (107 habitantes)
- Cerros Pelados (50 habitantes)
- Curanipe (44 habitantes)
- La Vega (39 habitantes)
- Las Petacas (38 habitantes)
- Salto de Agua (30 habitantes)
- Junquillar (16 habitantes)

## Administración

### Municipalidad
Pelluhue es administrada por la alcalde María Reyes Orellana (Ind./Nueva Mayoría), quien ha sido elegida por el periodo 2021-2024, y el Concejo municipal está compuesto por:
- Fabián Meza Hernández (PPD)
- Erika Leal Hernández (UDI)
- José Miguel Padilla Lepe (Evópoli)
- Claudio Merino Neira (PPD)
- Ricardo Suazo Moraga (Ind./PR)
- Paola Becar Barria (Evópoli)

### Representación parlamentaria
Integra junto con las comunas de Cauquenes, Chanco, Longaví, Parral y Retiro, el distrito electoral N.º 40 (Diputados), y pertenece a la 11.ª circunscripción senatorial Maule Sur (Cauquenes y Linares).

## Economía
En 2018, la cantidad de empresas registradas en Pelluhue fue de 137. El Índice de Complejidad Económica (ECI) en el mismo año fue de -0,61, mientras que las actividades económicas con mayor índice de Ventaja Comparativa Revelada (RCA) fueron Servicios de Adiestramiento, Guardería y Cuidado de Mascotas, excepto Veterinarias (311,1), Construcción de Embarcaciones Menores (46,76) y Venta o Compraventa al por Menor de Vehículos Nuevos o Usados, excepto Motocicletas (35,18).

### Turismo

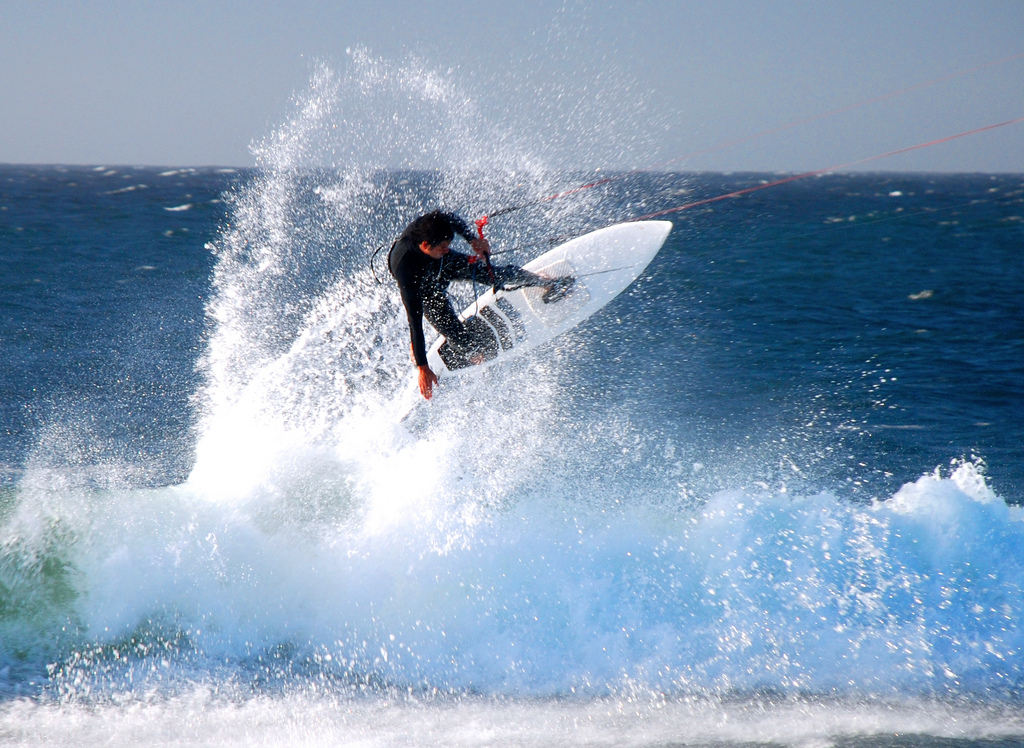
Hombre haciendo kitesurfing en las playas de Curanipe.

Por su estratégica ubicación en el borde costero, junto al Océano Pacífico, y presentar una oferta atractiva de cara al turismo local, Pelluhue se ha transformado en una importante comuna turística de la VII Región del Maule. Su crecimiento demográfico es uno de los más altos de la región: 17,2%, en la década 1992 - 2002. Durante los meses de verano, especialmente en los fines de semana, la población de la comuna se multiplica considerablemente a causa de la población flotante de turistas. Del mismo modo, se ha incrementado considerablemente el número de edificaciones, consistiendo estas principalmente en casas de veraneo. El litoral de la comuna experimenta un llene completo durante el verano, especialmente en el mes de febrero. El sector entre Pelluhue y Curanipe, que bordea la carretera costera, la que discurre junto a atractivas playas y roqueríos, ha sido el más favorecido con este auge, que ha hecho surgir numerosas y vistosas construcciones de reciente data. Por esta razón, el rápido poblamiento del espacio entre Pelluhue y Curanipe anticipa que en el futuro no lejano, ambas localidades quedarán unidas.
También han experimentado un visible crecimiento lugares como: Quilicura (al sur de Curanipe), Mariscadero (al norte de Pelluhue) y los sectores del norte y el oriente (sector alto) del pueblo de Pelluhue.

## Lugares de interés

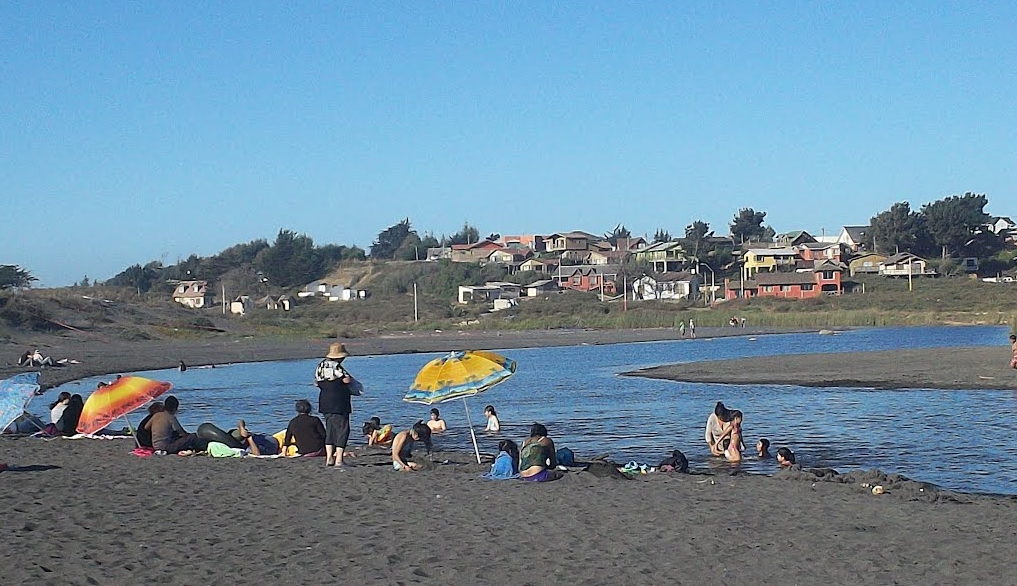
Bahía de Pelluhue (2014).

### Bahía de Pelluhue
Pelluhue es un balneario concurrido, ubicado al sur del estero Curanilahue, con una playa larga y numerosas playas pequeñas de finas arenas grises y aguas descontaminadas: La Chacaica, Piedra Rota, Los Botes, Piedra Amarilla, Piedra Negra, flanqueadas por preciosos roquerios de piedra laja. En toda la zona se puede realizar pesca de rocas, especialmente de Lenguados y Corvinas, sobre todo en días de mar calmado que permiten capturar otros peces como viejas de hasta 12 kg., rollizos, cabinzas, jerguilla, etc.

### Reserva Nacional Los Ruiles
En el término municipal de Pelluhue se encuentra la Reserva Nacional Los Ruiles, que contiene árboles y arbustos nativos únicos en la región. La Reserva tiene una superficie de 29 ha y se ubica inmediatamente al costado norte de la Ruta Cauquenes-Chanco, a la altura del Kilómetro 29 de dicha ruta, totalmente asfaltada. Existe allí una caseta de informaciones, la cual solo atiende en periodo estival. Hay senderos de excursión; el sendero interno tiene 1 km de extensión y su recorrido toma alrededor de una hora.

### Plesiosaurio
En 1994 en la localidad de Mariscadero, se encontraron restos fósiles que, según los expertos, corresponderían a los de un plesiosaurio, reptil marino que vivió hace 65 millones de años y que fue contemporáneo a los dinosaurios.

### Trilla a yegua suelta
A fines de enero y principios de febrero, cada año, en Pelluhue se realiza la tradicional festividad de la Trilla a yegua suelta, con encuentros campesinos costumbristas, actuaciones de grupos folclóricos, cantores populares y carreras a la chilena.

## Medios de comunicación
- 89.1 Frecuencia Uno
- 92.3 Radio La Roca
- 93.3 Géminis
- 94.7 Radio ABC (Chanco)
- 97.1 Interactiva (Chanco)
- 97.9 Arenas (Chanco)
- 98.7 Radio Ambrosio
- 100.3 Radio Primicia
- 102.3 Favorita
- 104.1 Chanquina FM (Chanco)
- 106.3 Radio Buena Nueva